# Chaodalis
Chaodalis is een kevergeslacht uit de familie van de boktorren (Cerambycidae). De wetenschappelijke naam van het geslacht werd voor het eerst geldig gepubliceerd in 1865 door Pascoe.

## Soorten
Chaodalis omvat de volgende soorten:
- Chaodalis macleayi Pascoe, 1865
- Chaodalis taylori McKeown, 1942